# Pene

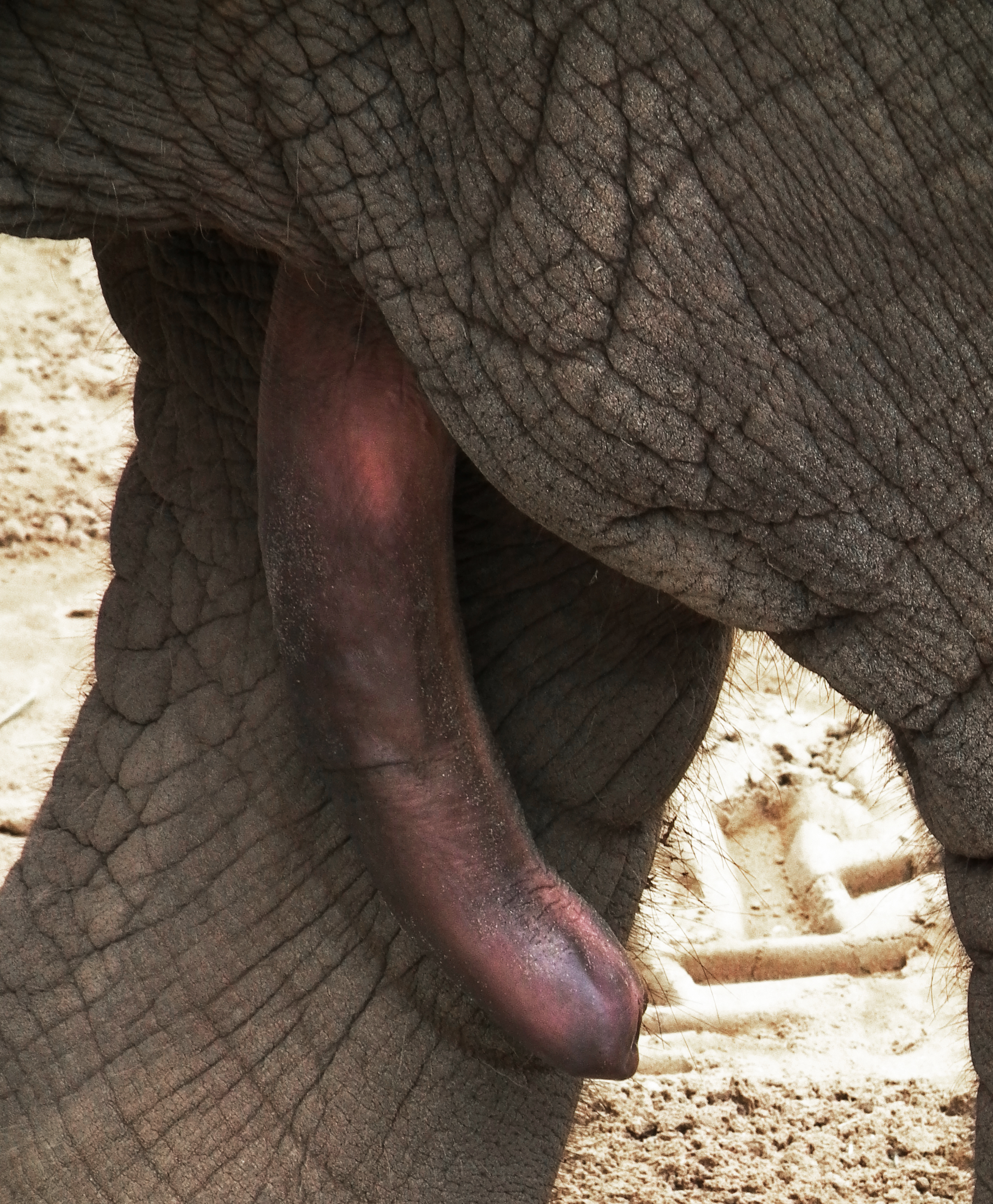
Pene de un elefante asiático.

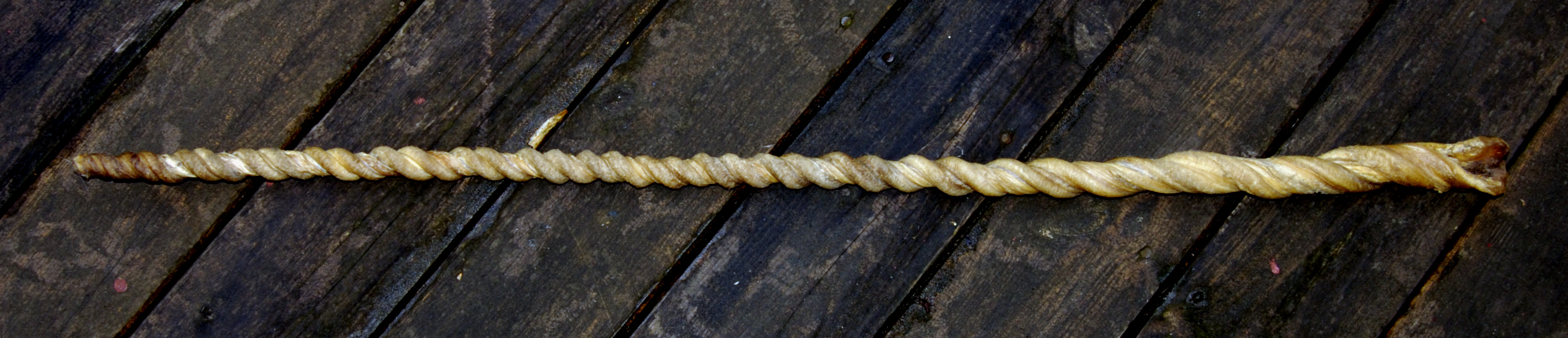
Pene de un toro destinado a ser utilizado como fusta.

El pene (del latín penis: 'cola, rabo, pico'), falo (del griego antiguo φαλλός, transliterado phallós) o miembro viril es un órgano genital que presentan los ejemplares machos de algunos animales, el cual es empleado en la copulación, además de servir en la excreción urinaria. Para lo perteneciente o relativo al miembro, se utilizan los adjetivos «peniano» o «fálico».

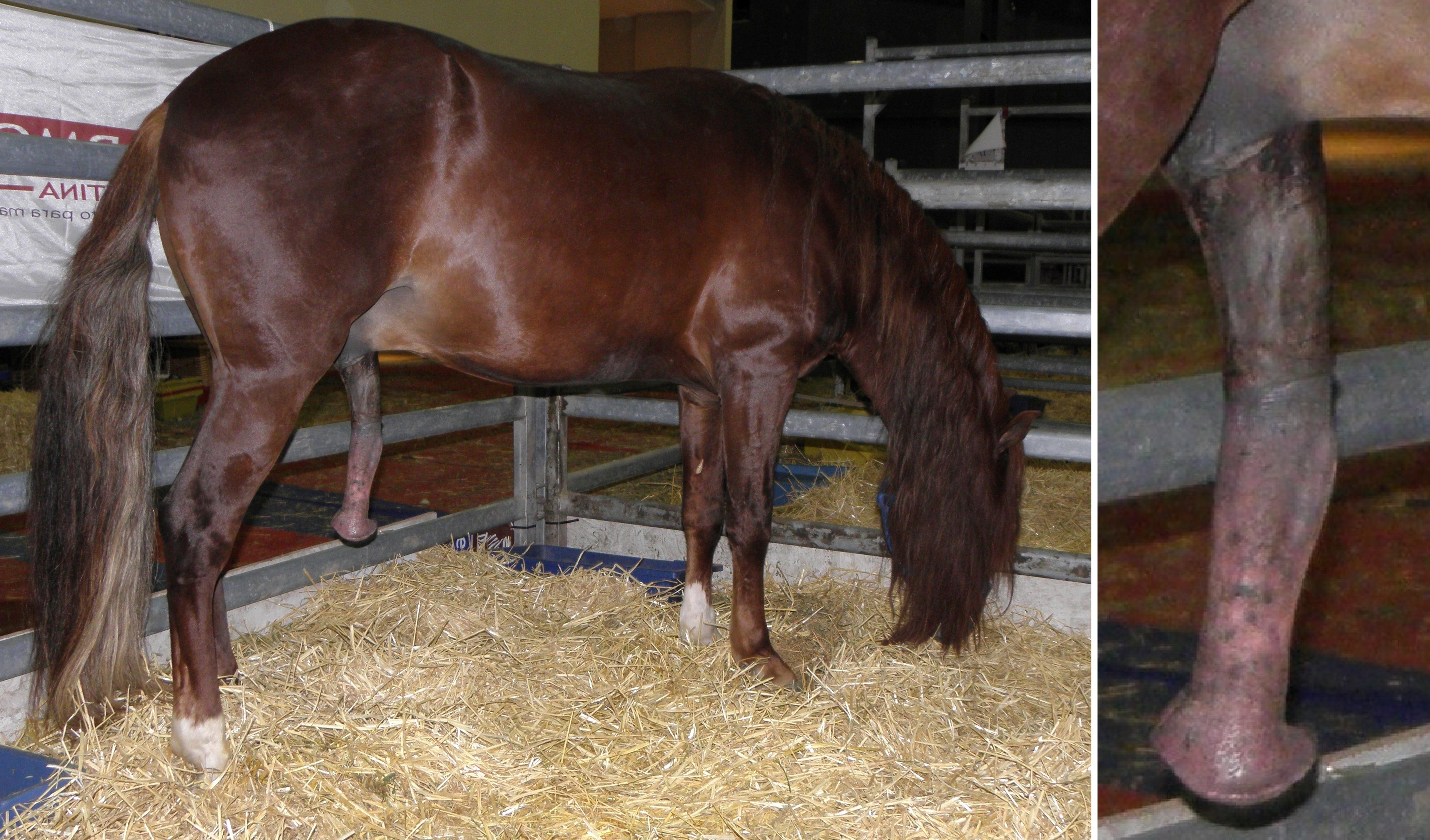
Detalle de la anatomía del pene de un caballo de la raza peruano de paso.

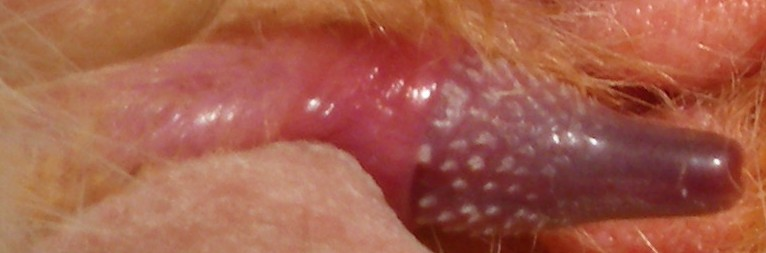
Pene de un gato.

## Etimología
La palabra 'pene' procede del latín penis, a su vez del protoindoeuropeo pes-. El término falo proviene del latín phallus, y este del griego φαλλός (phalós), según la RAE. Aunque en la actualidad falo es utilizado como sinónimo de pene, el vocablo phallus se usaba para describir imágenes de dicho órgano, ya sean pintadas o grabadas.

## Características generales

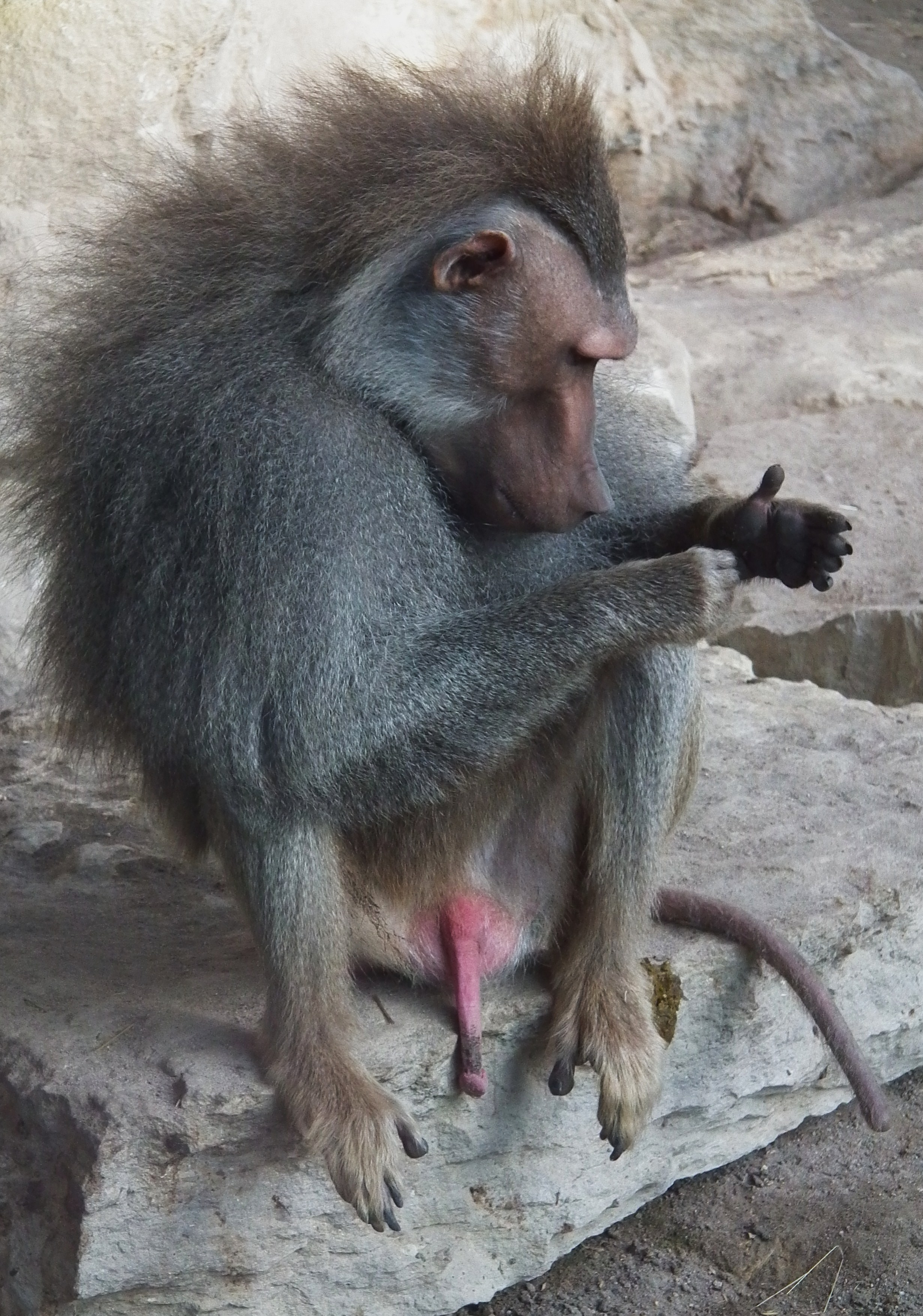
Pene de un papión (Papio hamadryas).

Los órganos genitales masculinos se encuentran con mayor frecuencia en las especies terrestres, ya que la mayoría de las especies acuáticas no mamíferas fertilizan sus huevos externamente, aunque hay excepciones. Para muchas especies del reino animal, estos órganos son  una característica distintiva de la fertilización interna.
En los animales, como regla general, el tamaño del pene es proporcional al del volumen de la especie; sin embargo, esto no es aplicable en todos los casos, ya que el tamaño fálico varía mucho.

## Tetrápodos

### Mamíferos
Todos los mamíferos machos tienen un pene. Los insectívoros, murciélagos, roedores, carnívoros y la mayoría de los primates (pero no los humanos) tienen un hueso llamado báculo u os penis que endurece permanentemente el pene. Durante la cópula, la sangre engorda el ya rígido pene, resultando en una erección completa.
El pene en los monotremas es poco habitual; el ornitorrinco tiene un pene con dos lóbulos (bífido) en la punta aunque todo el eje se inserta en el apareamiento, posiblemente para enganchar ambas ramas uterinas, pero el pene del equidna tiene en realidad cuatro cabezas, sólo dos de las cuales funcionan a la vez. Tanto los monotremas como los topos marsupiales son los únicos mamíferos con penes internos, localizados en la pared cloacal en vez de fuera de ella como en otros mamíferos.
El tamaño y estructura del pene de los mamíferos es sumamente variable. Por ejemplo, el pene erecto de un gorila adulto es de unos 4 cm, mientras que el del chimpancé, cuyo tamaño corporal es significativamente menor, mide aproximadamente el doble que el del gorila. El chimpancé común (Pan troglodytes) tiene el tercer pene más grande entre los grandes simios (en comparación, el pene humano es más grande que el del chimpancé común, tanto en términos absolutos como proporcionalmente al tamaño corporal).
El animal más grande de todo el reino animal, la ballena azul, es a la vez el poseedor del pene más grande, con alrededor de 2 m de longitud. Los mamíferos con los penes de menor tamaño serían los mamíferos más pequeños; ellos son: la musarañita o musgaño enano, con una longitud corporal de unos 35 a 50 mm, una cola de 2 a 3 cm, y un peso de 1,8 a 3 g, y el murciélago moscardón con un largo de 29 a 33 mm y un peso de 2 g.
Los delfines tienen control prensil sobre su pene, y lo pueden usar como un apéndice sensorial con el cual sondean el fondo del mar.

#### Penes bifurcados
La mayoría de los penes de los marsupiales se bifurcan o se dividen en dos de tal manera que se asemejan a los hemipenes de los lagartos y serpientes; en las diferentes especies de marsupiales sus formas son suficientemente características para ser importantes desde el punto de vista taxonómico.

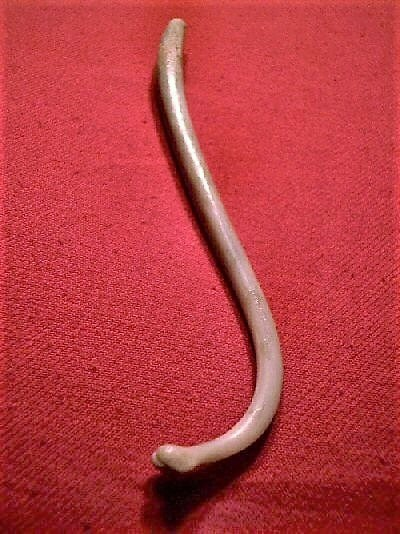
El báculo o hueso peniano de un mapache.

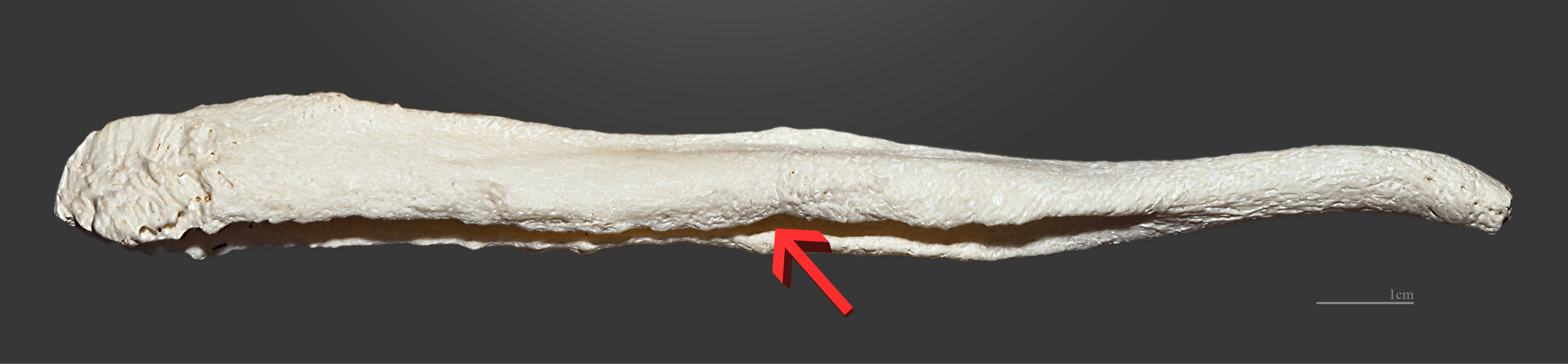
Báculo de un perro (Canis lupus familiaris)

#### Báculo
El báculo es un hueso que se encuentra en el pene de muchos mamíferos placentarios como los insectívoros, murciélagos, roedores, carnívoros y la mayor parte de los primates. Entre las especies domésticas, se encuentra en el gato y el perro. A diferencia de la mayoría de los primates, los humanos carecen de báculo, pero el hueso está presente, aunque muy reducido. Su función es permitir la penetración en ausencia de erección.
Su forma y tamaño varían entre las especies. Está ausente en otros mamíferos placentarios como los ungulados, los lagomorfos (conejos y liebres), los cetáceos, las hienas y algunos primates como los humanos, los loris, el mono araña y el mono lanudo, los cuales deben emplear otras estrategias para lograr la penetración; generalmente erectan sus penes mediante su llenado con sangre. 
La evidencia sugiere que el báculo evolucionó independientemente 9 veces y se perdió en 10 linajes separados.
El hueso homólogo en las hembras se llama baubellum u os clitoridis (hueso clitorídeo).

### Reptiles

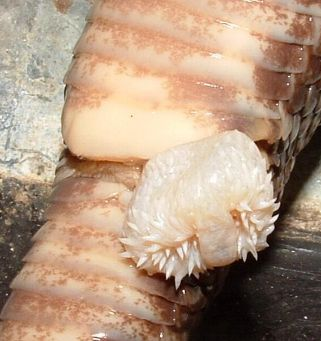
Hemipene de una serpiente cascabel Crotalus adamanteus.

En los reptiles, los machos en las tortugas y cocodrilos poseen un pene. Los tuátaras no poseen y deben usar su cloaca para la reproducción.

#### Hemipenes
Los machos del orden Squamata (que incluye lagartos, serpientes, y culebrillas ciegas) se caracterizan por tener hemipenes, es decir, su aparato genital consta de dos órganos pares.
En los lagartos y serpientes, los machos poseen hemipenes emparejados, cada uno de los cuales suele estar acanalado para permitir el transporte de esperma y espinoso o áspero en la punta para permitir una fijación firme a la hembra. Para ponerse erecto, el hemipene es evaginado (vuelto del revés) por medio de la acción muscular y la congestión con sangre. Sólo se introduce uno en la cloaca de la hembra a la vez. En los reptiles, el pene tiene un surco abierto en lugar de un tubo uretral cerrado.
En algunas tortugas, cocodrilos, algunas aves y en todos los mamíferos, los machos poseen un pene centrado a lo largo de la línea media del cuerpo. Durante la cópula se pone erecto debido a la congestión con sangre o linfa, aunque en muchos animales también contiene una estructura de soporte rígida o incluso ósea. Cuando no se utiliza, su tejido peniano blando suele estar flácido y, según la especie, puede retraerse en el cuerpo. La anatomía del pene varía mucho según la especie. Sin embargo, el pene sólo evolucionó una vez en la historia evolutiva de las amniotas. En los machos caecilianos, el órgano intromitente se llama «faloide».

## Peces

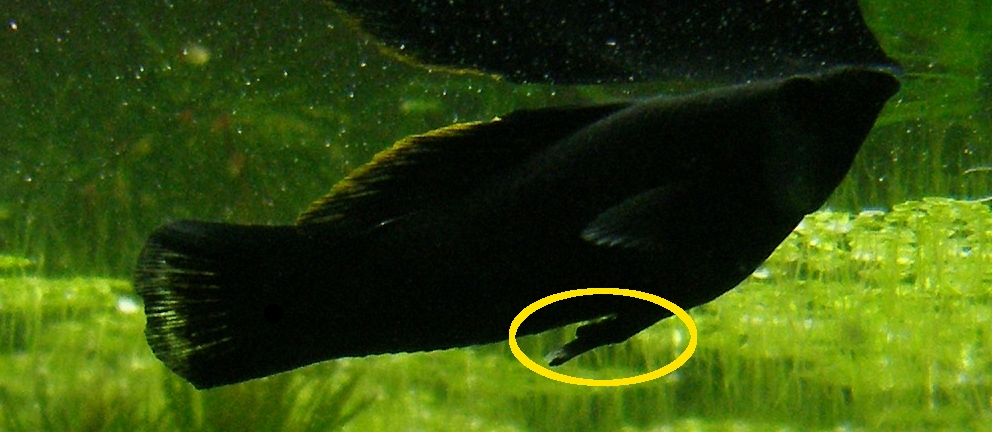
Un macho negro de molly mostrando su órgano copulador: el gonopodio.

Para poder introducir el esperma directamente en el cuerpo de las hembras, algunas especies de peces, partiendo de aletas modificadas, han desarrollado órganos copulatorios homólogos al pene, denominados gonopodio, andropodium, y pterigopodio.
En los miembros masculinos de Condrictios (tiburones y rayas), así como en los placodermos ahora extintos, las aletas pélvicas llevan ganchos especializados. Durante la cópula, se inserta un gancho en la cloaca de la hembra, y el esperma es expulsado por el cuerpo del macho a través de un surco hacia la hembra.
Los miembros de Poeciliidae son pequeños peces que dan a luz a crías vivas. En los machos, la aleta anal tiene forma de un órgano ranurado en forma de vara llamado gonopodio que se utiliza para entregar el esperma a las hembras.

#### Pterigopodio
Los pterigopodios son órganos reproductivos de forma cilíndrica que están presentes en los ejemplares machos de los peces cartilaginosos.
Se originaron como resultado de una modificación de la parte posterior de las aletas ventrales, de manera arrollada y con los bordes sobrepuestos. En los ejemplares adultos, los pterigopodios están reforzados con sales de calcio.
Cada pterigopodio cuenta a su vez con un órgano subcutáneo, llamado «sifón», cuya función consiste en llenar al pterigopodio de agua para que luego sea expulsarla en la eyaculación mezclada con esperma. Antes de la cópula, el pterigopodio se yergue y su sifón se llena de agua por un orificio especial; después, el pterigopodio es introducido en la vagina y se abre como un paraguas; finalmente, el pterigopodio eyacula su contenido. En la mayoría de los casos, solo lo hace uno de los pterigopodios, que es el único con el que se hará la penetración, de la misma forma en que ocurre con el hemipenes de los reptiles escamosos.

## Aves
Los ejemplares machos de la mayoría de las especies de aves (por ejemplo, gallos y pavos) no tienen pene, sino cloaca, la cual también está presente en las hembras.
Entre las aves, el pene solo se hace presente en las pertenecientes al superorden Palaeognathae (tinamúes, avestruces, casuarios, etc.), en la familia anátidos (patos, gansos, cisnes, etc.), y muy pocas más (por ejemplo, flamencos).

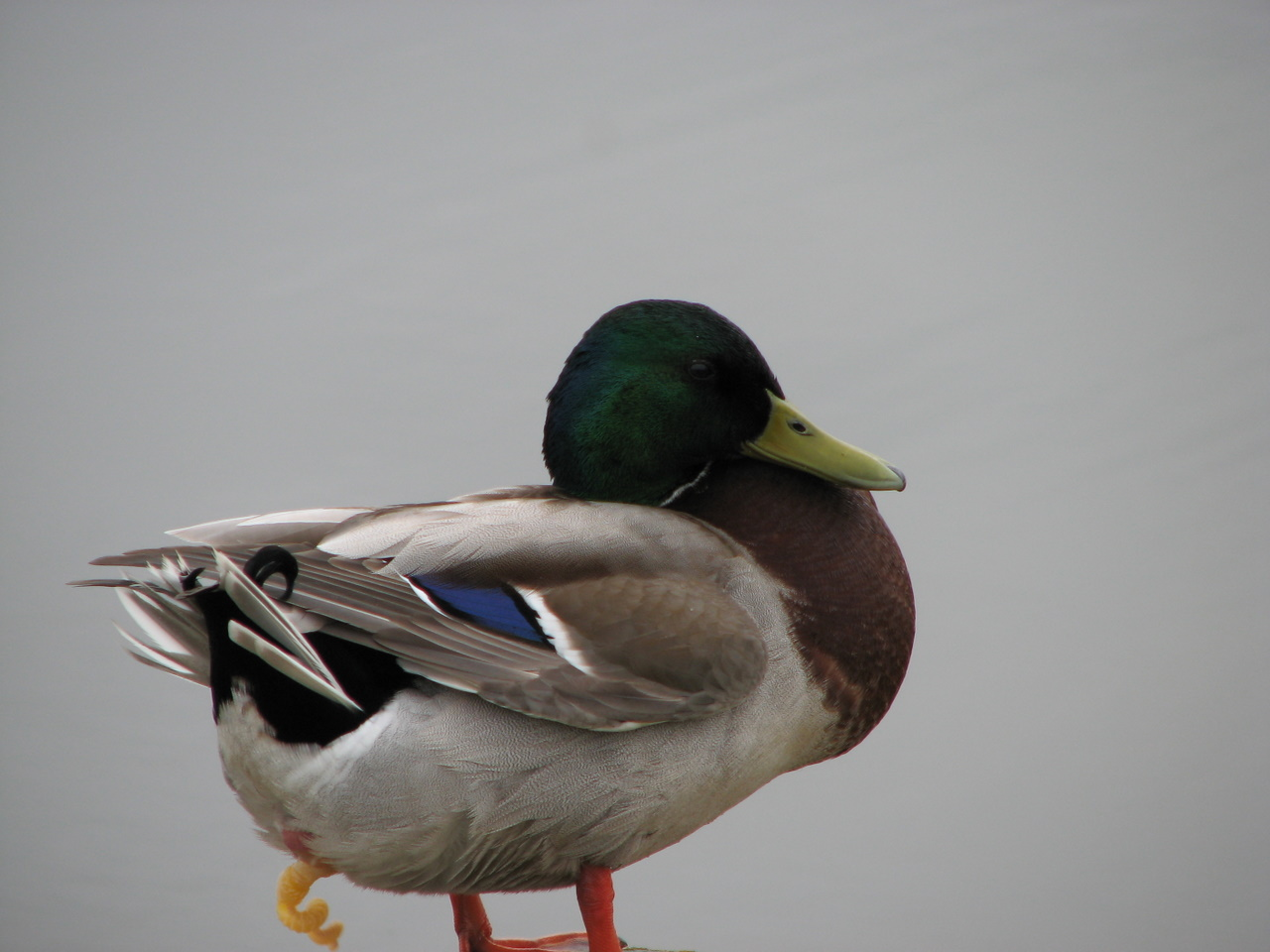
Pene de un ave: un pato real (Anas platyrhynchos).

El pene en las aves es diferente en estructura al de los mamíferos, pues es una expansión eréctil de la pared cloacal, y se yergue mediante el sistema linfático, no por la sangre. Por lo general, se halla recubierto parcialmente por plumas; en algunas especies presenta características espinas y filamentos similares a un cepillo, y en estado de flacidez se acurruca dentro de la cloaca.
Proporcionalmente a su masa corporal, el pato de laguna argentino (Oxyura vittata) tiene el pene más largo entre todos los vertebrados. Su pene, que en estado fláccido está enrollado, durante una erección es común que llegue a la mitad de la longitud del cuerpo del ave, es decir, unos 20 cm, aproximadamente; no obstante, se documentó el caso de un espécimen con un pene de 42,5 cm. Se teoriza que el tamaño notable de su pene, espinoso y con su punta erizada, puede haber evolucionado por presión competitiva en estas aves muy promiscuas, quitando el esperma de las uniones anteriores, de igual manera en que un cepillo limpia una botella.
Los machos de avestruz tienen un pene de forma cónica que es más ancho en la base.
Los patos machos tienen un pene que se enrolla a lo largo de la pared ventral de la cloaca cuando está flácido y que puede tener una elaborada forma espiral cuando está erecto. La variación de los órganos sexuales masculinos de las aves acuáticas se debe muy probablemente a una «carrera armamentística intersexual resultante de un sistema de apareamiento en el que son frecuentes las copulaciones forzadas extra-pareja».

## Invertebrados

#### Moluscos
Los cefalópodos machos tienen un brazo especializado, el hectocotylus, que se inserta en la cavidad del manto de la hembra para entregar un espermatóforo durante la cópula. En algunas especies, el hectocotylus se desprende dentro de la cavidad del manto de la hembra; en otras, puede utilizarse repetidamente para copular con diferentes hembras.

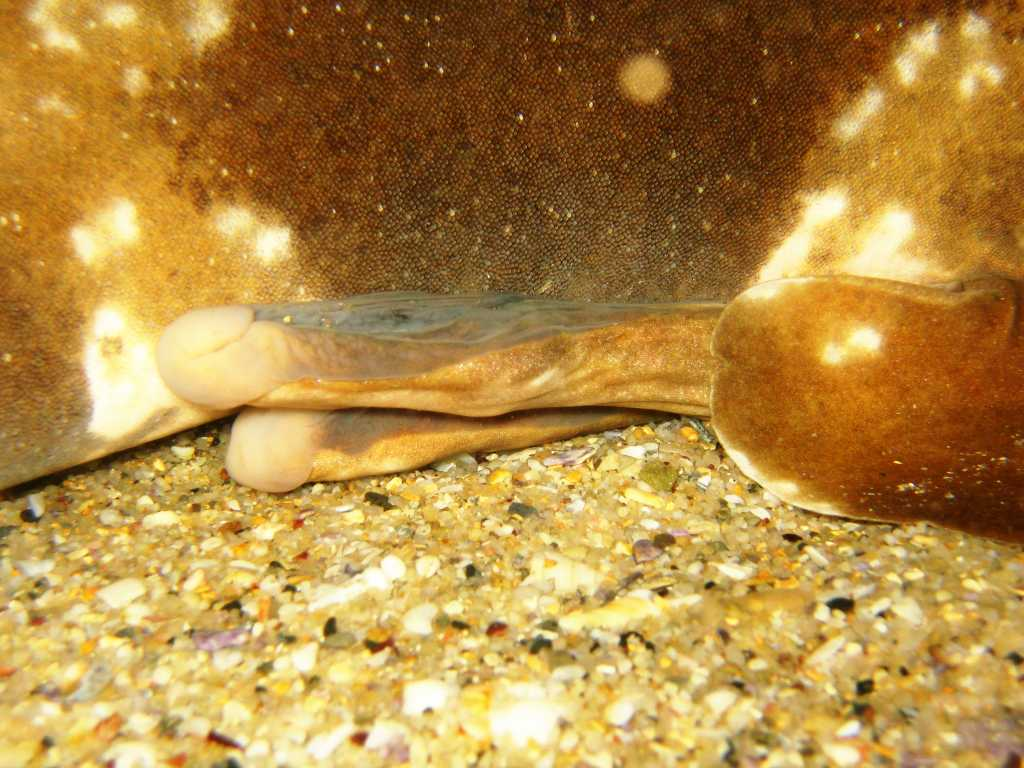
Pterigopodios de Orectolobus maculatus (Orectolobidae).

Aunque existe la leyenda de que el animal con mayor pene respecto a su masa corporal lo tiene el percebe, crustáceo del que se afirmaba que representaba 40 veces la longitud total del animal), lo cierto el que los estudios del Aquarium Finisterrae de La Coruña (que grabaron por primera vez la cópula del percebe) indican que el pene en erección de este animal no llega a duplicar el de su cuerpo.

### Arácnidos
En las arañas, los órganos reproductores son los pedipalpos masculinos, aunque no son principalmente órganos sexuales, sino que sirven como órganos de apareamiento indirecto; en el macho los pedipalpos tienen puntas huecas y con forma de pala, a menudo de anatomía interna compleja. El macho sexualmente maduro típicamente deposita su semen en una maraña de seda especialmente tejida, y luego aspira la emisión en sus pedipalpos. En el apareamiento, inserta las aberturas de los pedipalpos a su vez en el epigino, la estructura genital externa femenina
En los solifugos la transferencia de esperma también es indirecta; el macho deposita un espermatóforo en el suelo, lo recoge en sus quelíceros y lo introduce en la abertura genital de la hembra.
En los Opiliones (segadores), los machos tienen una estructura llamada pene, que no está presente en otros arácnidos.

#### Milpiés
En la mayoría de los milpiés, la transferencia de esperma se realiza mediante uno o dos pares de patas modificadas llamadas gonópodos, que a menudo se encuentran en el séptimo segmento del cuerpo. Durante el apareamiento, el macho dobla su cuerpo para recoger un espermatóforo del poro genital de su tercer segmento, y lo inserta en el cuerpo de la hembra. Los gonópodos varían enormemente entre los milpiés, y a menudo se utilizan para identificar especies.

#### Insectos

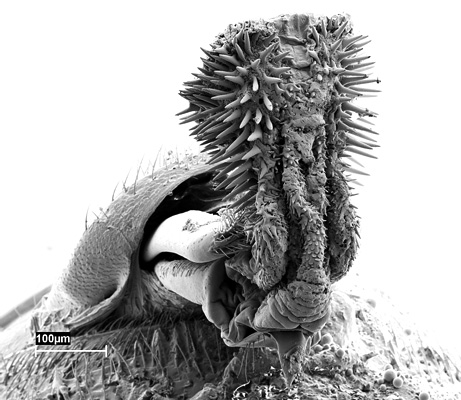
El Callosobruchus analis (gorgojo del frijol) exhibe un pene cubierto de espinas.

Los insectos machos poseen un edeago, cuya función es directamente análoga a la del pene vertebrado. Algunos insectos también tienen ganchos. Las polillas macho tienen un órgano adicional llamado yuxta, que sostiene al edeago. Sin embargo, estas son generalizaciones, y los genitales de los insectos varían enormemente en anatomía y aplicación. Por ejemplo, algunos insectos, más notoriamente los Cimicidae y algunos Strepsiptera practican una inseminación traumática, en la que el órgano intromitente perfora la pared abdominal y el semen se deposita en el hemocele. El órgano copulador masculino de diversos invertebrados inferiores se denomina cirrus.
De forma independiente, un número de invertebrados han desarrollado la técnica de apareamiento mediante inseminación traumática; en esta, el pene penetra en el abdomen de la hembra y deposita espermatozoides en la herida que produce.

## Museos fálicos

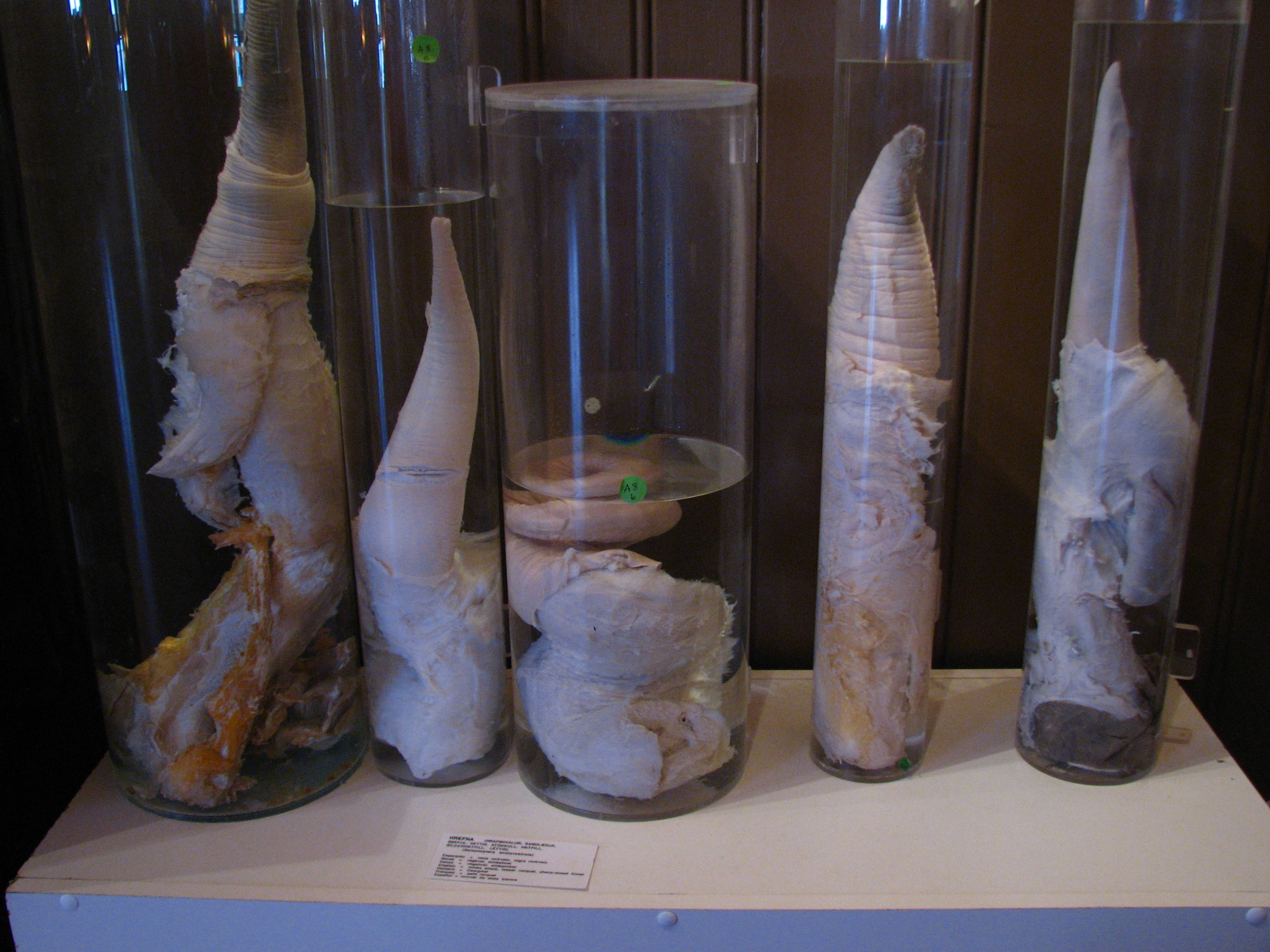
Penes de ballena minke común en la Faloteca Islandesa.

El museo denominado Faloteca islandesa, en Húsavík, Islandia, se dedica a coleccionar penes de especies terrestres y marinas, tanto las que viven en ese país como también las de otras regiones del mundo.